# Peter von Hess
Peter von Hess (født 29. juli 1792 i Düsseldorf, død 4. april 1871 i München) var en tysk maler. Han var søn af Carl Ernst Christoph Hess og bror til Heinrich Maria von Hess og Karl Hess.
von Hess var elev af sin far, der var en anset kobberstikker, men uddannedes væsentlig på Münchens Akademi, særlig under Wilhelm von Kobell, hvad hans tidligere produktion bærer præg af. Hans kunst, så omhyggelig i kompositionen og så minutiøst gennemført, har bevaret sin interesse mindre ved kunstneriske egenskaber end ved emnernes livlige sceneri og kunstnerens nære personlige forhold til disse. Hess, den skattede, livfulde slagmaler, deltog nemlig, i fyrst Karl Philipp von Wredes generalstab, i felttoget 1813—15, hvis mange optrin han senere fik lejlighed til kunstnerisk at udnytte, blandt andet da han på Nikolaj 1. af Ruslands opfordring 1839 rejste til Sankt Petersborg for her og i Moskva i store billeder at fremstille begivenheder fra den fransk-russiske krig. Fra hans rejse til Grækenland, hvorhen han fulgte kong Otto 1. af Grækenland, skriver sig repræsentationsbillederne Kong Ottos Modtagelse i Nauplia (1835) og Indtoget i Athen (1839, Münchens ny Pinakotek). I øvrigt kan nævnes blandt meget andet Morgen i Landsbyen Partenkirchen (Galleri Leuchtenberg i Sankt Petersborg), Slaget ved Austerlitz, talrige skitser til fremstilling af den græske frihedskamp. Hans søn Eugen Hess (1824—62) malede gode historiske genrebilleder fra Middelalderen og Renæssancetiden; hans yngre søn Max Hess (1825—68), historiemaler, arbejdede særlig i dekorationsfaget.

## Værker
- Alexander Ypsilantis crosses the Pruth
- Andreas Vokos Miaoulis
- Alexandros Mavrokordatos defends Missolonghi
- Bouboulina
- Sacred Band fighting at Dragatsani
- The hanging of Patriarch Gregory V of Constantinople
- Botsaris dying in Karpenisi
- Antonis Oikonomou
- Battle of Berezina (1812)
- (First) Battle of Krasnoi
(14 August 1812)
- The Entry of King Othon of Greece into Nauplia (1835)
- Otto’s entry to Athens (1839)